# Leganes, Iloilo

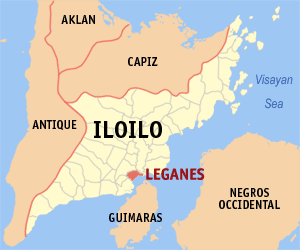
Bản đồ Iloilo với vị trí của Leganes

Leganes là một đô thị hạng 4 ở tỉnh Iloilo, Philippines. Đô thị này tọa lạc 11 km về phía bắc thủ phủ Thành phố Iloilo. Theo điều tra dân số năm 2000 của Philipin, đô thị này có dân số 23.475 người trong 4.533 hộ.

## Các đơn vị hành chính
Leganes được chia ra 18 barangay.
| - M.V. Hechanova (Balagon) - Bigke - Buntatala - Cagamutan Norte - Cagamutan Sur - Calaboa - Camangay - Cari Mayor - Cari Minor | - Gua-an - Guihaman - Guinobatan - Guintas - Lapayon - Nabitasan - Napnud - Poblacion - San Vicente |